# 1342년

## 연호
- 원(元) 지정(至正) 2년
- 일본(日本) 남조(南朝) 고코쿠(興国) 3년
- 일본(日本) 북조(北朝) 랴쿠오(暦応) 5년 / 고에이(康永) 원년
- 쩐 왕조(陳朝) 티에우퐁(紹豊) 2년

## 기년
- 원(元) 혜종(惠宗) 10년
- 고려(高麗) 충혜왕(忠惠王) 복위 3년
- 쩐 왕조(陳朝) 유종(裕宗) 2년

## 사건
- 5월 7일 - 교황 클레멘스 6세 198대 교황으로 선출
- 이제현이 《역옹패설》을 지음
- 러요시 1세가 헝가리 왕국의 왕이 됨

## 탄생
삼봉 정도전 탄생 - 양력 10월 6일 음력 8월 26일

## 사망
- 4월 25일 - 교황 베네딕토 12세
- 조선 태조의 할아버지 이춘